# Іоанн IV (герцог Амальфійський)
Іоанн IV, герцог Амальфійський (1073), син герцога Амальфійського Сергія IV. Спадкував престол у дитячому віці після смерті батька в 1073, проте був зміщений та висланий мешканцями Амальфі, які прагнули сильного володаря.
Після цього Амальфі було завойовано норманами на чолі з Робертом Гвіскаром.